# Le Retour du gladiateur le plus fort du monde
Pour plus de détails, voir Fiche technique et Distribution.
Le Retour du gladiateur le plus fort du monde (Il ritorno del gladiatore più forte del mondo) est un film d'aventure italien sorti en 1971, réalisé par Bitto Albertini.

## Synopsis
Valerius gouverneur d'une région de l'empire romain menacée par les Alémans et les Francs, demande l'aide de l'ancien gladiateur promus tribun, Marcius, pour stopper les incursions barbares. Il s'aperçoit que les armes dont usent les barbares sont de fabrication romaine, et suppose qu'il y un traître : il l'identifie dans le consul Caius Appius Quintilianus. Envoyé avec le fidèle Claudius pour plaider la cause de Valerius, Marcius doit tenir compte de l'influence de Caius sur le Sénat. Marcius reçoit la mission de s'infiltrer dans la population des frontières pour découvrir les intentions de Caius. Il compose une équipe avec Claudio et un astucieux voleur, « Volpe ». Entre-temps, à Rome, l'oppression des chrétiens est à son comble : il faut donc libérer Diana, la femme de Claudius, du piège qui se resserre autour des catacombes. Marcius découvre alors, revenant chez lui, que Caius a fait tuer son père, de mèche avec le perfide Servius et le tourmenté Manlius. Ce dernier est le père de Licia, la femme que Marcius aime et que désire Caius. La mission devient aussi un moyen pour Marcius de se venger de Caius. Les choses se compliquent quand Caius fait accuser Marcius de la mort de Manlius (qu'il a en fait tué lui-même). Marcius, avec l'aide de Valerius qui y perd la vie, parvient à renverser la situation et confond Caius, dont les plans d'alliance avec les barbares contre l'Empire échouent par sa propre fourberie : il poignarde Servius qui lui demandait un salaire excessif et ce dernier confesse tout à Licia avant de la remettre Marcius.

## Fiche technique
- Titre français : Le Retour du gladiateur le plus fort du monde
- Titre original italien : Il ritorno del gladiatore più forte del mondo
- Genre : péplum, aventure
- Réalisation : Bitto Albertini (sous le pseudo d'Al Albert)
- Scénario : Bitto Albertini
- Musique : Sergio Pagoni
- Production : Vittorio Martino, Alberto Cevenini (it) pour Lea Film
- Photographie : Alvaro Lanzoni
- Montage : Lucia Luconi
- Costumes : Adriana Spadaro
- Maquillage : Alberto Trevaglini
- Pays :  Italie
- Durée : 81 min
- Année de sortie : 1971
- Distribution en Italie : Interfilm
- Date de sortie en salle en France : 19 avril 1973[1]

## Distribution
- Brad Harris : Marcius
- Massimo Serato (sous le pseudo de John Barracuda) : Caius Appius Quintillianus
- Raf Baldassarre : Volpe
- Michel Lemoine : Servius
- Maria Pia Conte : Licia
- Adler Gray : Diana
- Margareth Rose Keil : la sœur de Caius Appius
- Paolo Rosani : Claudius
- Alberto Farnese (sous le pseudo d'Albert Farley) : Tullius Valerius
- Attilio Dottesio : Manlius, père de Licia
- Carla Mancini : femme chrétienne aux catacombes
- Attilio Severini : soldat romain
- Filippo Perego : père de Diana